# Aalborg Vestre Provsti
Aalborg Vestre Provsti er et provsti i Aalborg Stift.  Provstiet ligger i Aalborg Kommune.
Aalborg Vestre Provsti består af 17 sogne med 17 kirker, fordelt på 8 pastorater.

## Pastorater
| Pastorater i Aalborg Vestre Provsti    | Pastorater i Aalborg Vestre Provsti | Pastorater i Aalborg Vestre Provsti |
| -------------------------------------- | ----------------------------------- | ----------------------------------- |
| Farstrup-Lundby-Store Ajstrup Pastorat | Ferslev-Dall-Volsted Pastorat       | Godthåb Pastorat                    |
| Nibe-Vokslev Pastorat                  | Nørholm Pastorat                    | Sebber-Bislev-Ejdrup Pastorat       |
| Sønderholm-Frejlev Pastorat            | Svenstrup-Ellidshøj Pastorat        |                                     |

## Sogne
| Sogne i Aalborg Vestre Provsti | Sogne i Aalborg Vestre Provsti | Sogne i Aalborg Vestre Provsti |
| ------------------------------ | ------------------------------ | ------------------------------ |
| Bislev Sogn                    | Dall Sogn                      | Ejdrup Sogn                    |
| Ellidshøj Sogn                 | Farstrup Sogn                  | Ferslev Sogn                   |
| Frejlev Sogn                   | Godthåb Sogn                   | Lundby Sogn                    |
| Nibe Sogn                      | Nørholm Sogn                   | Sebber Sogn                    |
| Store Ajstrup Sogn             | Svenstrup Sogn                 | Sønderholm Sogn                |
| Vokslev Sogn                   | Volsted Sogn                   |                                |